# Д’Або, Оливия
Оливия д’Або (англ. Olivia d’Abo, род. 22 января 1969) — британская актриса, певица и музыкант.

## Жизнь и карьера
Оливия д’Або родилась в Лондоне, Англия. Она дебютировала в кино в 1984 году в фильме «Конан-разрушитель» и в последующие десятилетия сыграла более восьмидесяти ролей. Позже она снялась в провальном фильме «Болеро» с Бо Дерек. Д’Або получила антипремию «Золотая малина» как худшая новая звезда за роль в фильме. После её карьера складывалась не очень успешно и она появлялась в основном в фильмах категории «Б» и озвучивала мультфильмы.
Д’Або добилась наибольшей известности по роли в телесериале «Чудесные годы», где она снималась с 1988 по 1993 год. В двухтысячных у неё была периодическая роль в сериале «Закон и порядок: Преступное намерение».
Д’Або вышла замуж за музыкального продюсера и автора песен Патрика Леонарда, у них есть ребёнок.

## Фильмография
- 1984 — Конан-разрушитель / Conan The Destroyer
- 1984 — Болеро / Bolero
- 1986 — Полёт[англ.] / Flying
- 1989 — Под звёздами / Beyond The Stars
- 1993 — Возврата нет / Point Of No Return
- 1993 — Мир Уэйна 2 / Wayne’s World 2
- 1994 — Жадность / Greedy
- 1994 — Девственно чистая память / Clean Slate
- 1995 — Биг грин / The Big Green
- 1995 — Забыть и вспомнить / Kicking and Screaming
- 1995 — Мальчишник наоборот / Live Nude Girls
- 1999 — Король футбола / Soccer Dog: The Movie
- 2005 — Представь нас вместе / Imagine Me & You
- 2006 — Ultimate Мстители 2 / Ultimate Avengers 2
- 2019 — Звёздные войны: Скайуокер. Восход / Star Wars: The Rise of Skywalker